# 도널드 벨리사리오

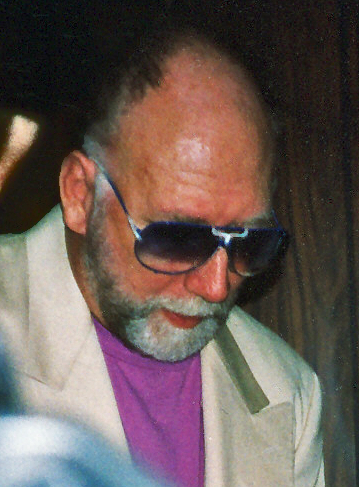
도널드 벨리사리오

도널드 벨리사리오(Donald Bellisario, 1935년 8월 8일 ~ )는 미국의 연출가이다.